# Jiaqiaozhen (ort i Kina, Jiangxi Sheng, lat 28,44, long 116,07)
Jiaqiaozhen är en ort i Kina. Den ligger i provinsen Jiangxi, i den sydöstra delen av landet, omkring 32 kilometer sydost om provinshuvudstaden Nanchang. Antalet invånare är 24 750. Befolkningen består av 12 097 kvinnor och 12 653 män. Barn under 15 år utgör 24,0 %, vuxna 15-64 år 66 %, och äldre över 65 år 8,0 %.
Runt Jiaqiaozhen är det tätbefolkat, med 369 invånare per kvadratkilometer. Närmaste större samhälle är Xiangtang, 10,4 km väster om Jiaqiaozhen. Trakten runt Jiaqiaozhen består till största delen av jordbruksmark.
Genomsnittlig årsnederbörd är 2 304 millimeter. Den regnigaste månaden är juni, med i genomsnitt 441 mm nederbörd, och den torraste är oktober, med 23 mm nederbörd.